# Daniel Hartwig
Daniel Hartwig (* 4. März 1978 in München) ist ein deutscher Schauspieler und Moderator.

## Leben
Daniel Hartwig ist der Sohn des ehemaligen Fußballprofis Jimmy Hartwig und wurde während dessen Zeit beim TSV 1860 München in München geboren. 1996 hatte er einige kleinere Rollen in den Serien alphateam – Die Lebensretter im OP und Balko.
Bekannt wurde Hartwig 1997 in der Sat.1-Seifenoper Geliebte Schwestern, in der er die Rolle des Tommy Beck spielte. Nachdem die Soap 1998 eingestellt worden war, wechselte Hartwig zu VIVA. 1998 war er bei Das Miststück dabei. Von 1998 bis 1999 moderierte er auf dem Musiksender die tägliche Liveshow Interaktiv.
1999 moderierte er für RTL II auf der Popkomm. Am 10. März 2000 präsentierte Daniel Hartwig The Dome auf RTL II. Er verblieb als Moderator bis zur Sendung 28 vom 5. September 2003. Außerdem moderierte er einige Specials wie Die wildesten Stürme der Welt, Die dümmsten Verbrecher der Welt, Die dümmsten Tiere der Welt und einige Berichte über die Loveparade bei RTL II.
1999 spielte er in der RTL-Serie Die Wache mit.
Hartwig ist seit 2010 verheiratet und hat zwei Kinder.
2016 verkörperte er in zwei Folgen der RTL-II-Serie Neandertaler einen Gerichtsmediziner.
Von 2017 bis 2019 war Daniel Hartwig als Dr. David Schick in der ZDF-Serie Dr. Klein zu sehen. 2021 spielte er in dem Fernsehfilm Mutter kündigt.
Von Oktober 2021 bis Mai 2022 verkörperte er als Leo Greco die männliche Hauptrolle der 19. Staffel der ARD-Telenovela Rote Rosen.